# Dürscheider Hütte
Die Dürscheider Hütte oder auch Dürscheiderhütte war eine Eisenhütte in der Nähe von Dürscheid in Kürten im Rheinisch-Bergischen Kreis und ist zugleich Wohnplatz der Gemeinde Kürten.

## Lage
Die Dürscheider Hütte liegt im Dürschtal. Östlich schließt sich ein steiler Hang an, auf dem die Ortschaft Jähhardt liegt. Ein alter Hohlweg führt dort hinauf, der dem Calenberger Siefen folgt. Dieser Bach mündet bei Dürscheider Hütte in den Dürschbach. Ein aufgelassener Steinbruch in unmittelbarer Nähe ist in der Liste der Naturdenkmale im Rheinisch-Bergischen Kreis eingetragen.
Der Ort liegt in der Naturräumlichen Einheit Bärbroicher Höhe.

## Geschichte
Peter Moll errichtete im Jahr 1770 in Dürscheid am Dürschbach einen Eisenschmelzofen, die Dürscheider Hütte. Der Inventarwert dieser Hütte war in der Bilanz 1854 mit 19.820 Talern angegeben. Zu dieser Zeit stellte man dort eine neue Gebläsemaschine auf, die bei eintretendem Wassermangel des Dürschbaches den Hochofengang weiter ermöglichte. In dieser Hütte, die auch Peter Paul Eisenhütte genannt wurde, konnten täglich bis zu 3.000 kg Roheisen hergestellt werden. Sie arbeitete allerdings mit mehrjährigen Unterbrechungen und gab ihre Tätigkeit 1859 insgesamt auf. Eigentümer zu dieser Zeit war der Bergwerksverein Friedrich-Wilhelmshütte zu Mülheim an der Ruhr.
Der Ort ist auf der Topographischen Aufnahme der Rheinlande von 1824 als Petri Pauli Eisenhütte verzeichnet und auf der Preußischen Uraufnahme von 1845 als Eisenhütte. Ab der Preußischen Neuaufnahme von 1892 ist der Ort auf Messtischblättern regelmäßig als Dürscheiderhütte verzeichnet. Die dort liegende Straße heißt Dürscheider Hütte.
Unter der französischen Verwaltung zwischen 1806 und 1813 wurde das Amt Porz aufgelöst und das Kirchspiel Dürscheid, zu dem auch Dürscheiderhütte gehörte, wurde politisch der Mairie Bensberg im Arrondissement Mülheim am Rhein zugeordnet. 1816 wandelten die Preußen die Mairie zur Bürgermeisterei Bensberg im Kreis Mülheim am Rhein. 
Die Gemeinde- und Gutbezirksstatistik der Rheinprovinz führt Dürscheiderhütte 1871 mit einem Haus (Eisenhütte) ohne Einwohner auf.
In der Aufstellung des Königreichs Preußens für die Volkszählung 1885 wurde Dürscheiderhütte als Wohnplatz der Landgemeinde Bensberg im Kreis Mülheim am Rhein verzeichnet. Zu dieser Zeit wurde ein Wohnhaus mit vier Einwohnern gezählt. 1895 besitzt der Ort drei Wohnhäuser mit 15 Einwohnern und gehörte kirchlich zum katholischen Kirchspiel Dürscheid, 1905 werden zwei Wohnhäuser und acht Einwohner angegeben.
Aufgrund des Köln-Gesetzes wurde die Gemeinde Kürten mit Wirkung zum 1. Januar 1975 mit den bis dahin selbstständigen Gemeinden Bechen und Olpe und Teile der Stadt Bensberg zur Gemeinde Kürten zusammengeschlossen. Dabei wurde auch Dürscheiderhütte Teil der Gemeinde Kürten.
Heute dienen die Gebäude nur noch zu Wohnzwecken.